# Plaza de la Independencia (Quito)
La plaza de la Independencia, también conocida como plaza Grande, es la principal plaza de la ciudad de Quito (Ecuador), ubicada en el casco antiguo de la ciudad. Se trata de la plaza mayor de la capital, centro político e histórico del Ecuador, y asiento simbólico del presidente del Ecuador. Es el punto referencial de la altura de la ciudad, ubicada a 2818 m s. n. m. Su característica principal es el Monumento a la Independencia (Quito), dedicado a los próceres de la independencia del 10 de agosto de 1809, fecha recordada como el Primer Grito de Independencia Hispanoamericana, que se levanta en el centro.
El entorno de la plaza se encuentra flanqueado al occidente por el Palacio de Carondelet, al sur por la Catedral Metropolitana de Quito, al norte por el Palacio Arzobispal de Quito y varios edificios, y al oriente por el Palacio Municipal de Quito.
El cuadrilátero de la plaza está delimitado por las calles García  Moreno, Chile, Venezuela y Espejo. La plaza tiene una superficie aproximada de 8100 m², pues sus cuatro lados miden aproximadamente 90 m lineales cada uno. 

## Historia
A pesar de que la primera plaza de la ciudad colonial fue la que hoy en día es conocida como plazoleta Benalcázar, esta siempre fue considerada como provisional mientras se levantaba un trazado adecuado para la noble villa española de Quito. Fue en los inicios del siglo XVII, en el año 1612, cuando los poderes de la ciudad se trasladaron a los alrededores de la plaza Grande, como decidieron llamarla por ser la de mayor tamaño en aquel entonces.

### Creación

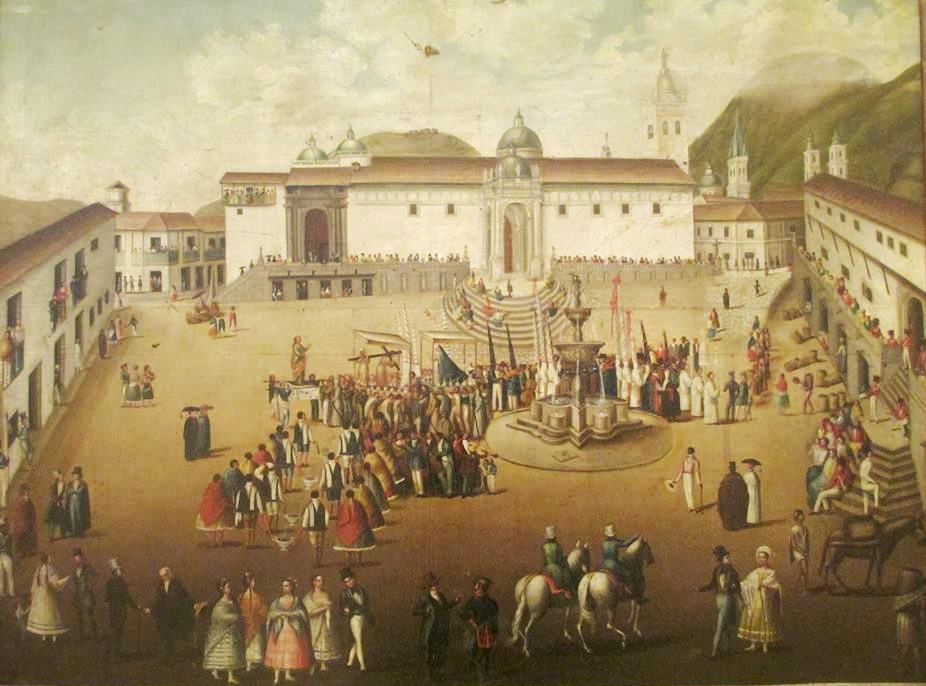
Plaza Mayor de Quito a finales del.

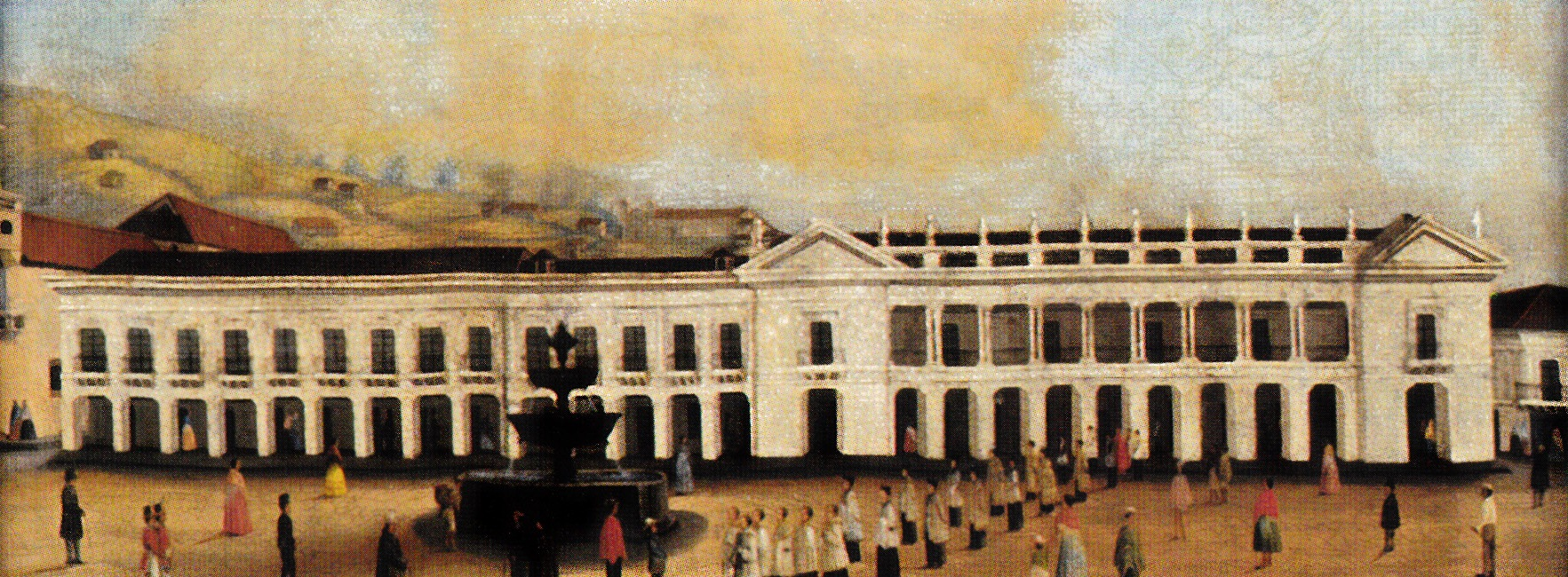
En este óleo de Rafael Salas se puede apreciar como lucía parte de la plaza Grande a mediados del. Al fondo el Palacio Arzobispal.

Inicialmente se trataba solo de una explanada de tierra apisonada en la que en 1564 se colocó una fuente de agua para aprovisionar del líquido vital a los vecinos, obra del gobernador Hernando Salazar. Al ser de mayor tamaño que la plaza provisional, y los terrenos del rededor estar todavía desocupados, algunas instituciones decidieron colocarse en sus flancos. Es así como la iglesia católica adquirió terrenos en los lados norte y sur, donde construiría el templo principal de la ciudad (Catedral Primada) y la sede de la arquidiócesis (Palacio Arzobispal). 
El primer Cabildo de la ciudad reservó para Francisco Pizarro un terreno en la esquina noroccidental de la plaza, junto al actual Palacio Arzobispal, en donde su hermano Gonzalo construyó una residencia (la única privada que perdura hasta la actualidad), y que más tarde sería llamada Palacio de Pizarro. Otras familias, también de fundadores de la villa, ocuparon el extremo occidental, pero después del terremoto de 1627, fueron derrocadas por los daños severos que se produjeron en las estructuras, y en su lugar se construyó el Palacio de la Real Audiencia, actualmente conocido como Palacio de Carondelet. 
Finalmente, en el lado oriental se construyó el edificio del cabildo de la naciente ciudad, construcción que también fue derrumbada en la década de 1970 para construir el edificio conocido como Palacio Municipal; que si bien cumple las mismas funciones que la original, es una edificación de corte moderno.

### Siglos XVI al XIX: la plaza española
Durante varios siglos después de la fundación de Quito, la plaza Grande no se trató de nada más que una gran explanada empedrada con una hermosa fuente de agua en el centro, alrededor de la cual se levantaba a veces una improvisada plaza de toros para celebrar algunas festividades que ofrecía el cabildo en nombre de la corona española. A diferencia de otras ciudades coloniales, no hay evidencia de que en la plaza Grande se hayan ubicado construcciones de importancia de los indígenas. La plaza servía también como mercado, y era conocida como plaza de la catedral.
Recién iniciado el siglo XVIII, se pensó en el lugar como una verdadera plaza mayor, al estilo de las ciudades europeas. El Gobierno español concibe la plaza paisajísticamente, para que sirviera como jardín para el Palacio de Carondelet. El palacio remató sus escalinatas en la plaza y se prohibió el paso de carruajes por el extremo occidental de la misma, que colindaba con Carondelet.
El barón de Carondelet ordena la remodelación del Palacio Real, hacia 1802, colocando en la fachada una gran columnata que se convierte en el marco de la plaza, al igual que la construcción del atrio de la catedral y del templete neoclásico con el que embelleció la entrada a esa iglesia.
A inicios del siglo XIX se reforma nuevamente la plaza, se retiran las escalinatas del palacio, que ahora terminaban en las calles laterales del mismo, y se habilitó nuevamente el paso por la entonces llamada calle de las 7 Cruces (actual García Moreno).

### Época moderna: el parque afrancesado

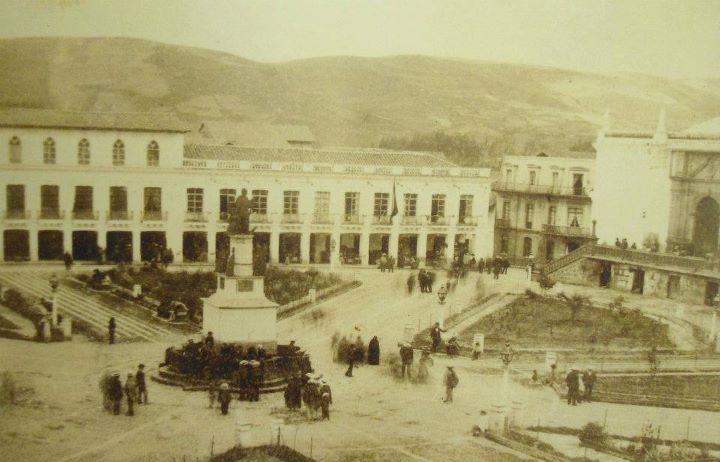
Panorámica de la plaza en 1892.

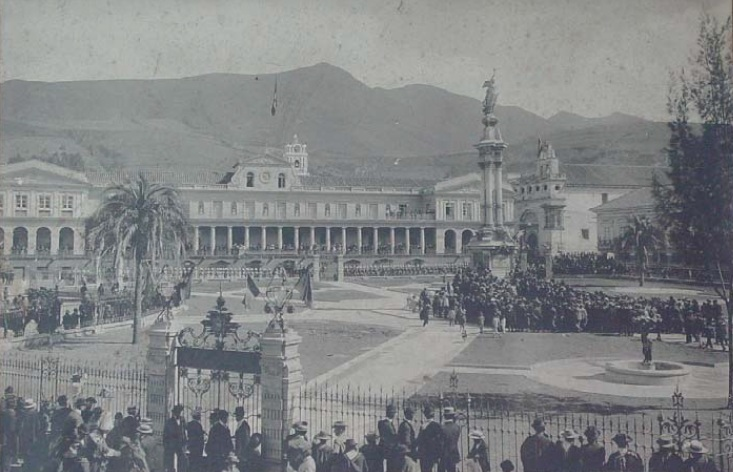
La plaza en 1909.

A fines del siglo XIX y hasta mediados del XX, la Plaza Grande -que durante la colonia fue una simple explanada- fue convertida en un jardín de estilo francés, con una verja que la rodeaba y varias portadas en los costados. Esta fue una iniciativa del presidente Gabriel García Moreno, pues hasta antes de su Gobierno se seguía usando la plaza como un mercado. De esa época datan los árboles más antiguos, en especial, las palmeras que se aprecian frente al Palacio Arzobispal.
Alrededor de 1890 la fuente de agua construida en el siglo XVII fue reemplazada por un monumento a Isabel la Católica, y la estructura desechada fue enviada a la plaza central de Sangolquí, donde se encuentra hasta la actualidad.
En 1903, el presidente Eloy Alfaro ordenó la construcción de un monumento para conmemorar el centenario del primer grito de independencia del país. El conjunto escultórico se ubicaría en el centro de la plaza en lugar del anterior de Isabel La Católica. La escultura fue encargada a Francisco Durini, que se basó en bocetos previos de Juan Bautista Minghetti y su padre Lorenzo Durini Vasalli. Fue terminada de colocar en el centro de la plaza donde antes se encontraba la fuente, que fue movida hacia el suroccidente.
En un acto público celebrado en 1906, el presidente de la república y el alcalde de la ciudad develan el monumento al que bautizaron como Monumento a la Independencia y cambian el nombre colonial de la plaza por el de plaza de la Independencia. 
El modelo de convertir la vieja plaza de herencia española en un parque afrancesado con un cerramiento y portadas, obra también de Francisco Durini en 1910, fue emulado en otras plazas mayores ecuatorianas, como la de Ibarra (parque Pedro Moncayo), Latacunga (parque Vicente León), Riobamba (parque Pedro Vicente Maldonado), Ambato (parque Juan Montalvo), Cuenca (parque Abdón Calderón) y Guayaquil (parque Seminario).
Alrededor de 1945, se retiraron la verja y sus portones para dar libre acceso a la plaza, además fueron reemplazadas las cuatro pilas de metal por las actuales de piedra labrada. Algunos de los portones se vendieron a particulares y se conservan en mansiones antiguas del centro norte de Quito.

## Edificios
La plaza se encuentra flanqueada en los cuatro costados por diferentes edificios, todos, con excepción del municipio, fueron construidos originalmente en la época colonial. Igualmente todos, con excepción del Palacio de Pizarro, son de carácter público. Estos edificios son:
- Palacio de Carondelet
- Palacio arzobispal
- Palacio Municipal
- Palacio de Pizarro (Hotel Plaza Grande)
- Casa de los Alcaldes
- Palacio de la Curia Metropolitana
- Catedral Metropolitana

Además, en las esquinas exteriores del conjunto plaza Grande, se encuentran cuatro edificios más:
- Edificio Banco del Pichincha, edificio histórico de la entidad.
- Edificio Pérez Pallares, donde funcionan las oficinas del FONSAL.
- Centro Cultural Metropolitano, antigua Universidad San Fulgencio.
- Iglesia y convento de La Concepción.

## Galería

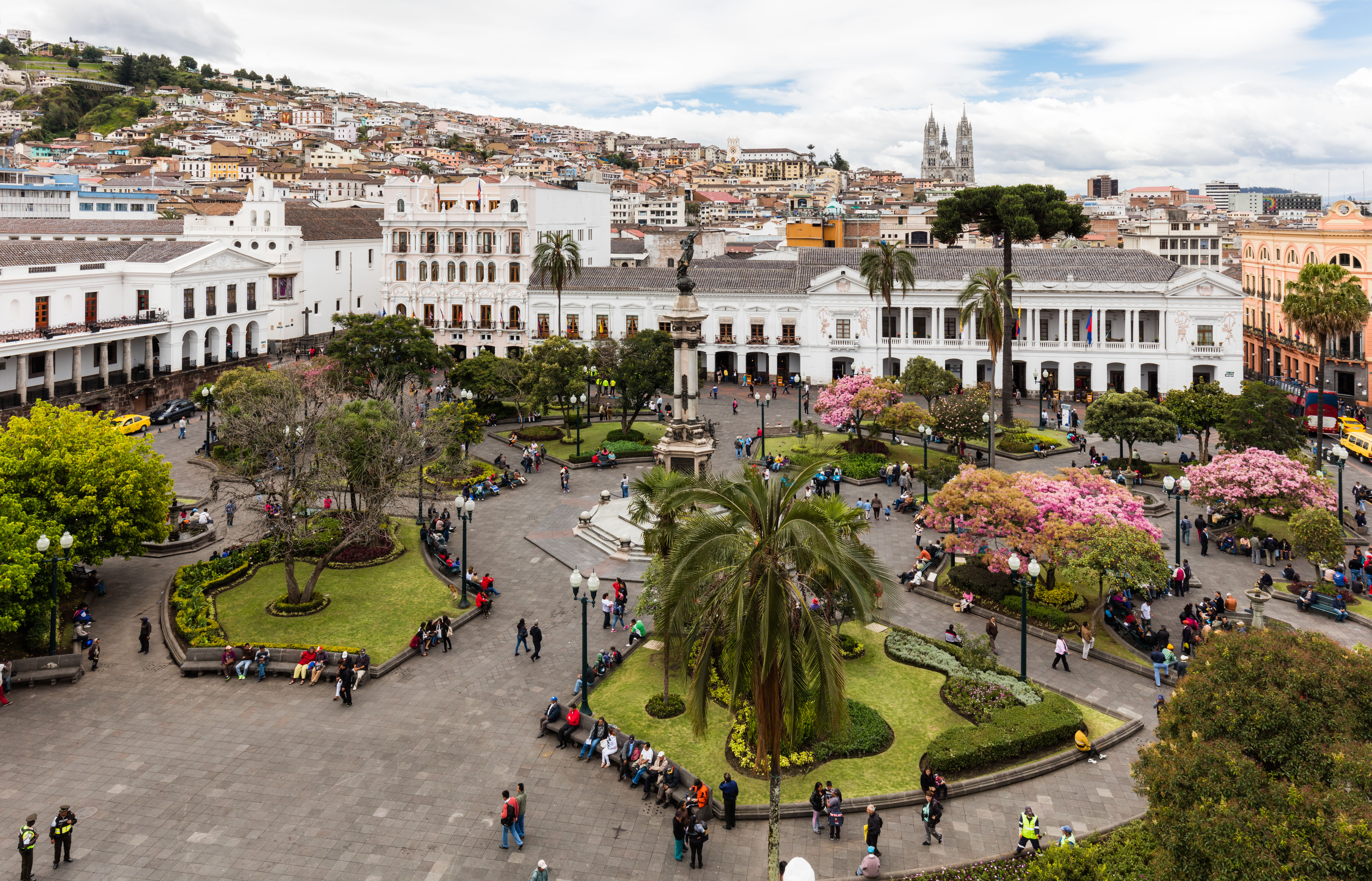
Panorámica de la Plaza.
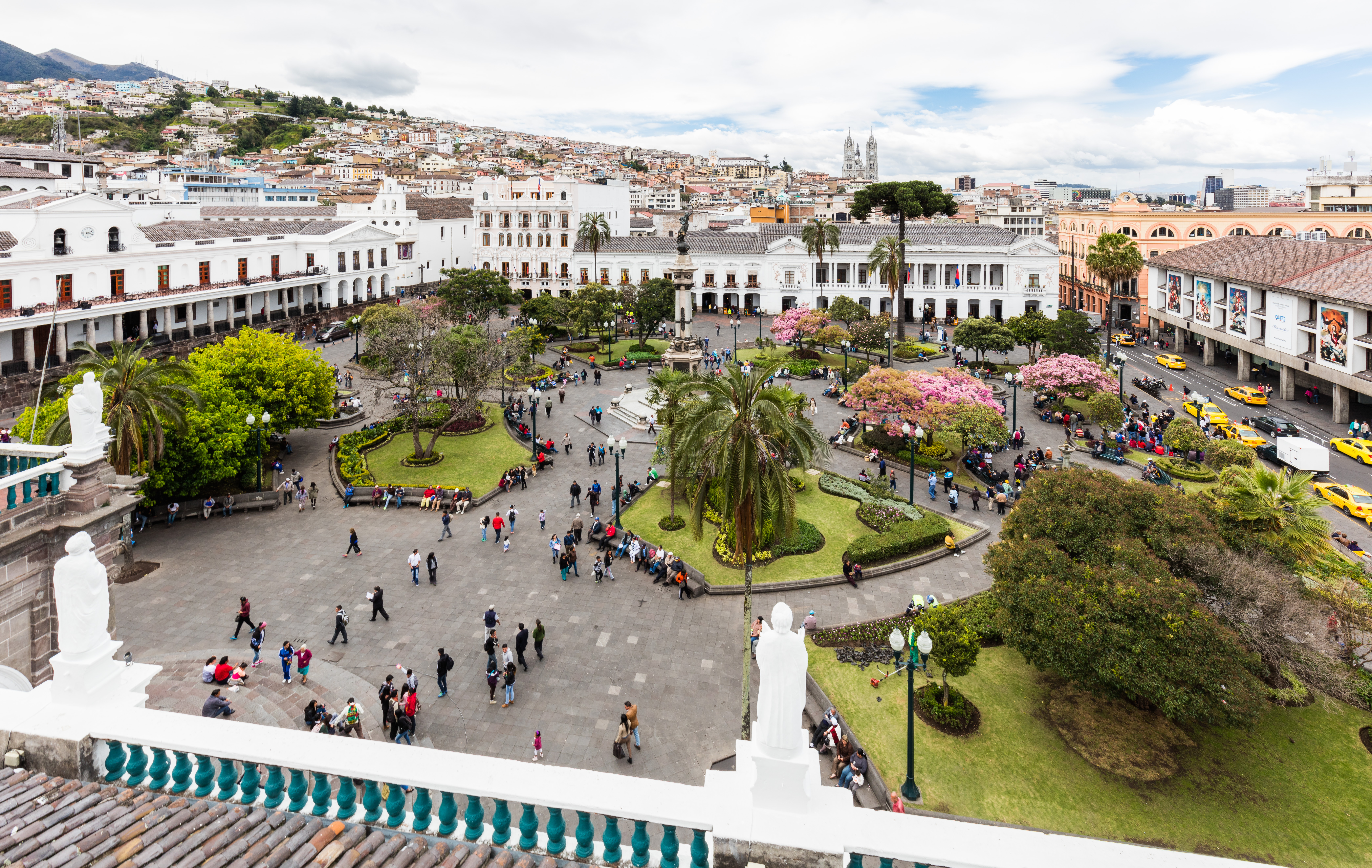
Vista aérea.
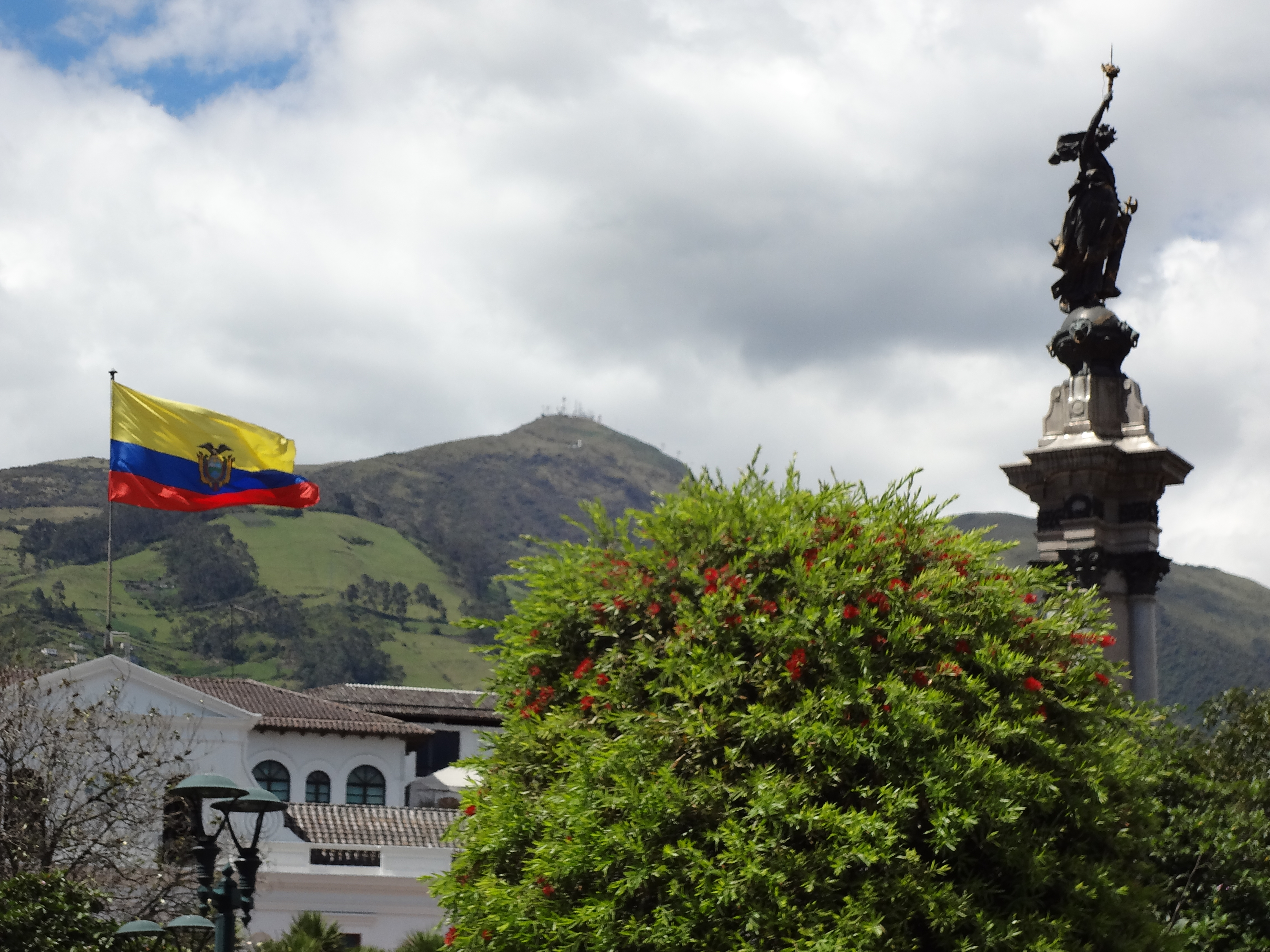
Vista alta de la plaza desde el oriente.
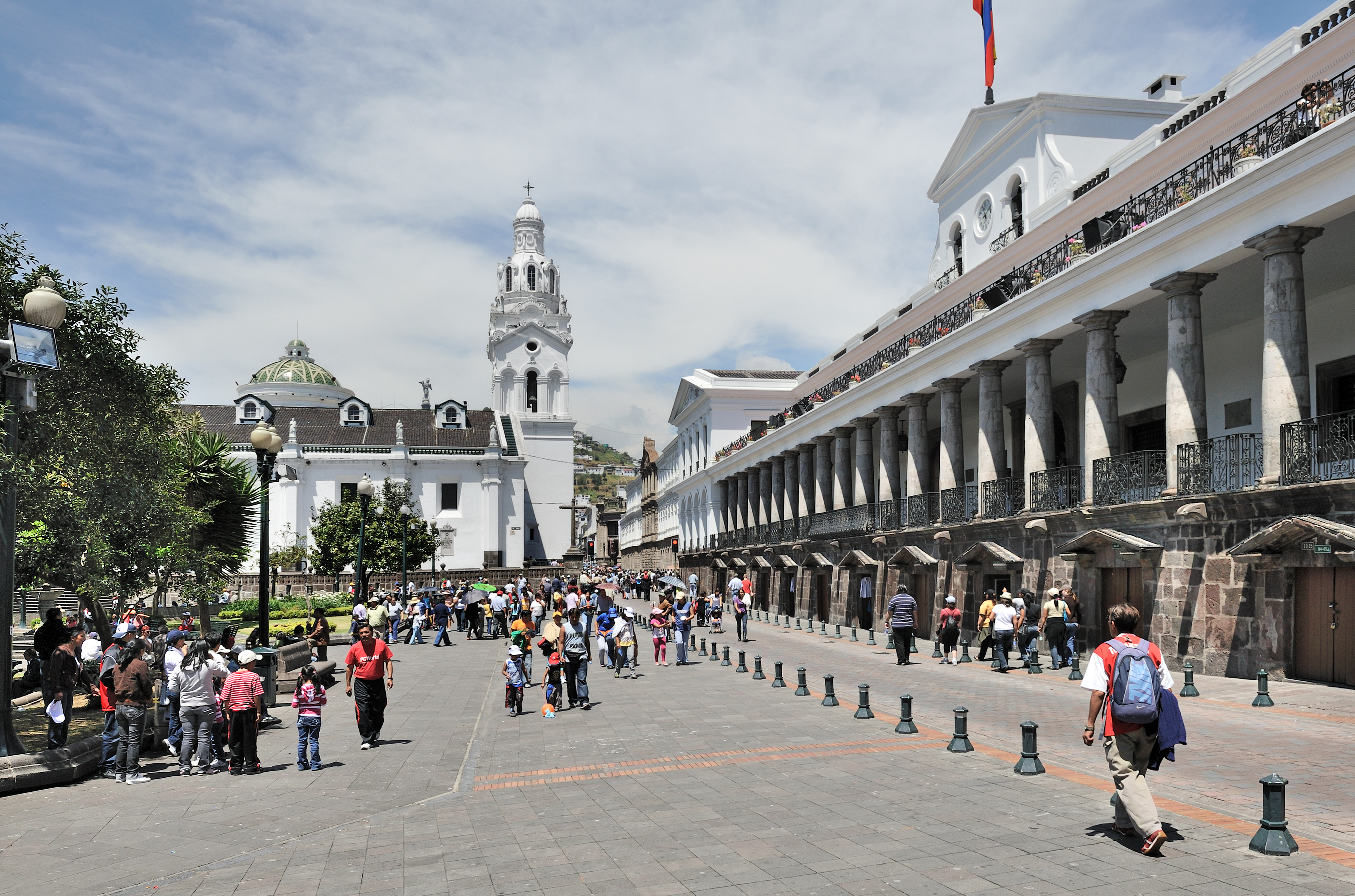
La plaza vista desde la esquina noroccidental.
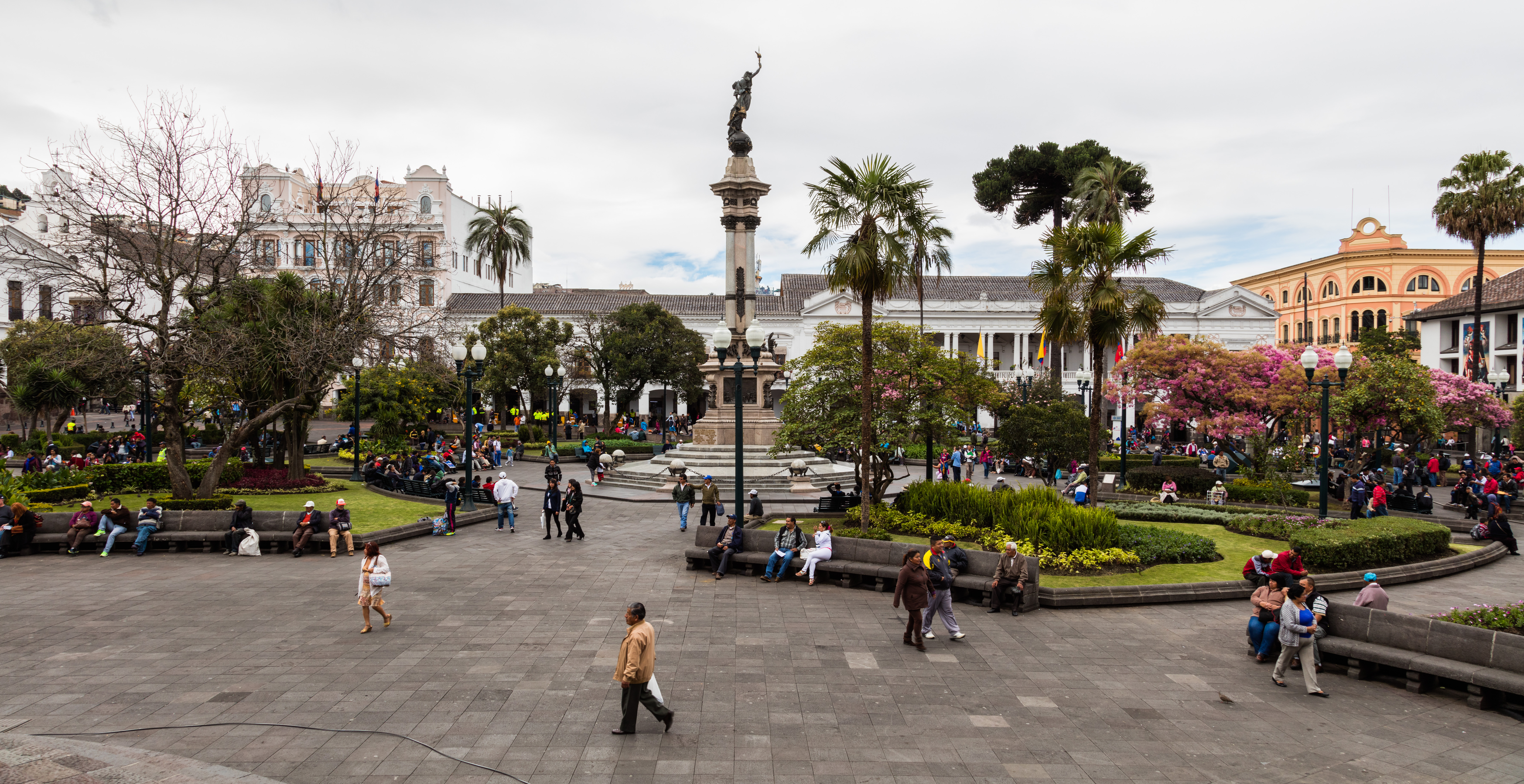
Centro de la plaza con el Monumento a la Independencia.
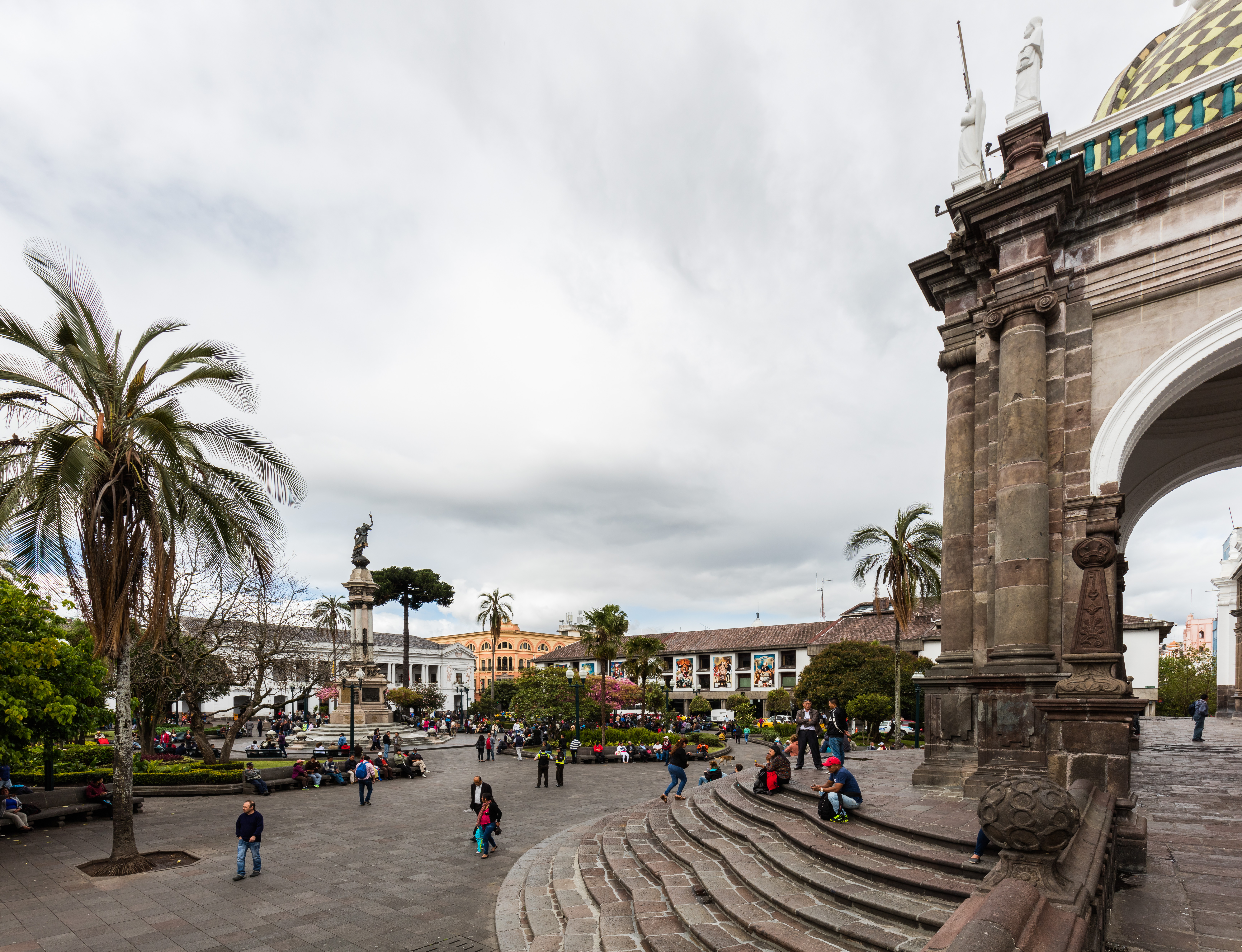
Vista desde la entrada de la Catedral.
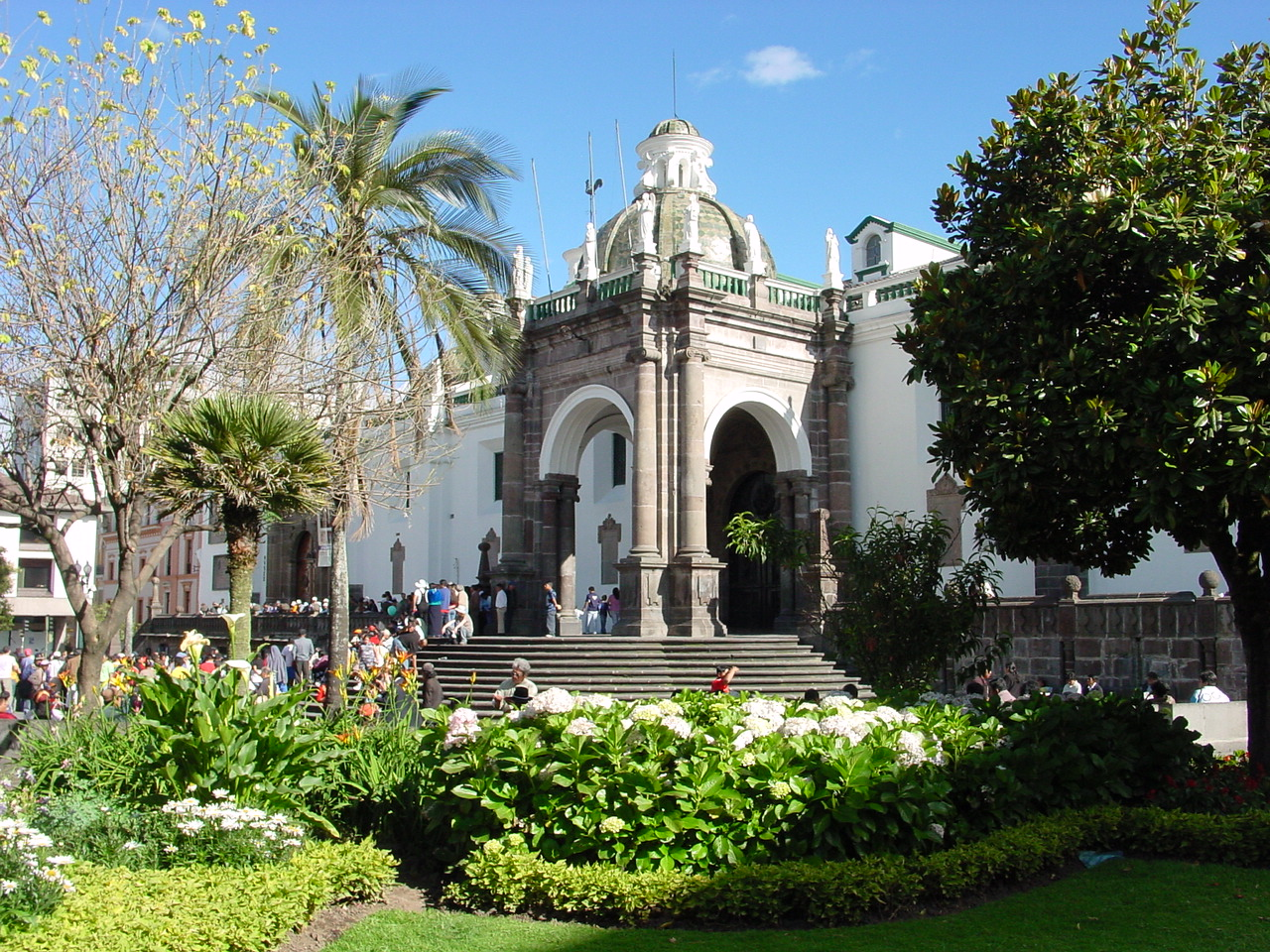
Arco de Carondelet, de la Catedral, hacia la plaza.
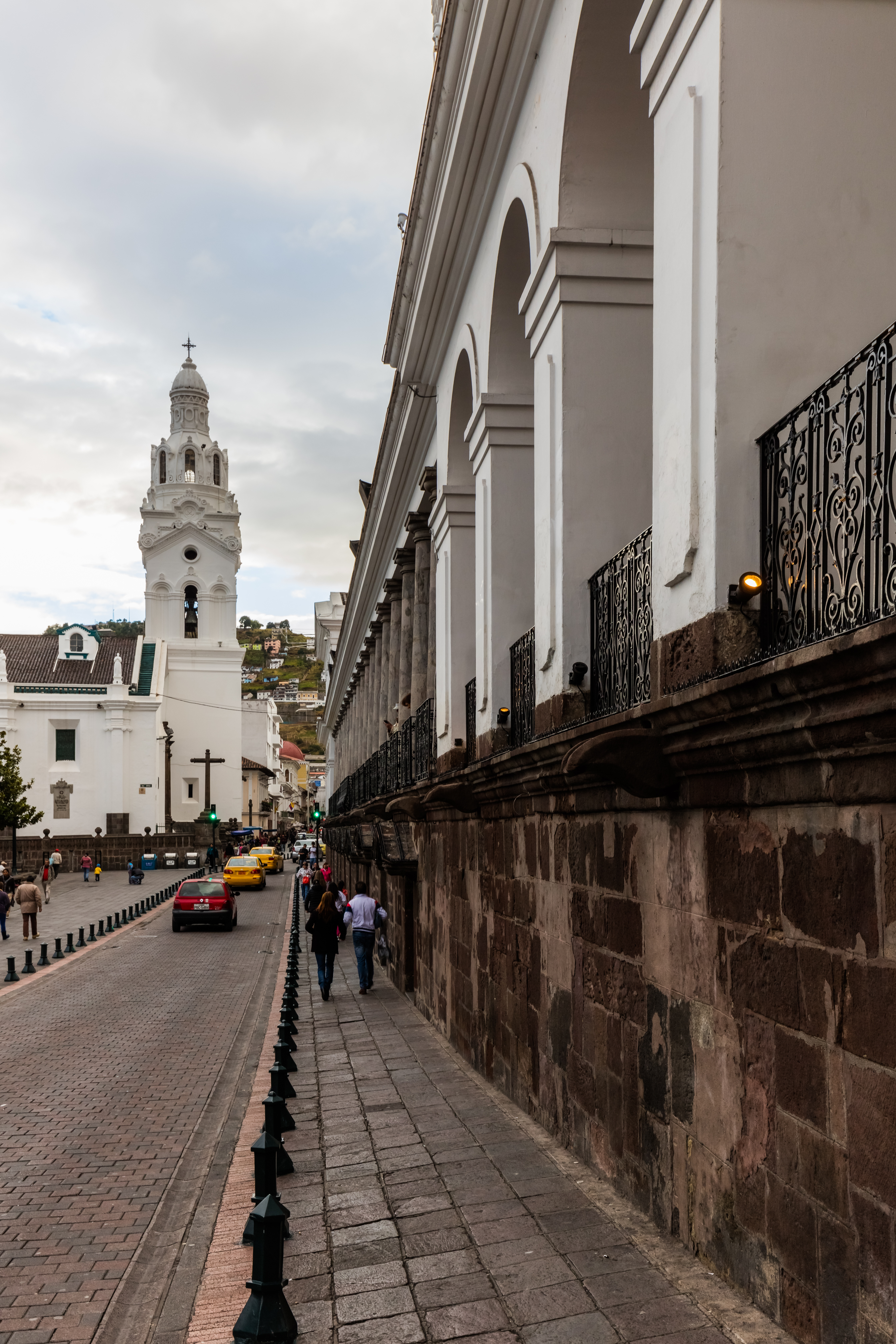
Palacio de Carondelet.
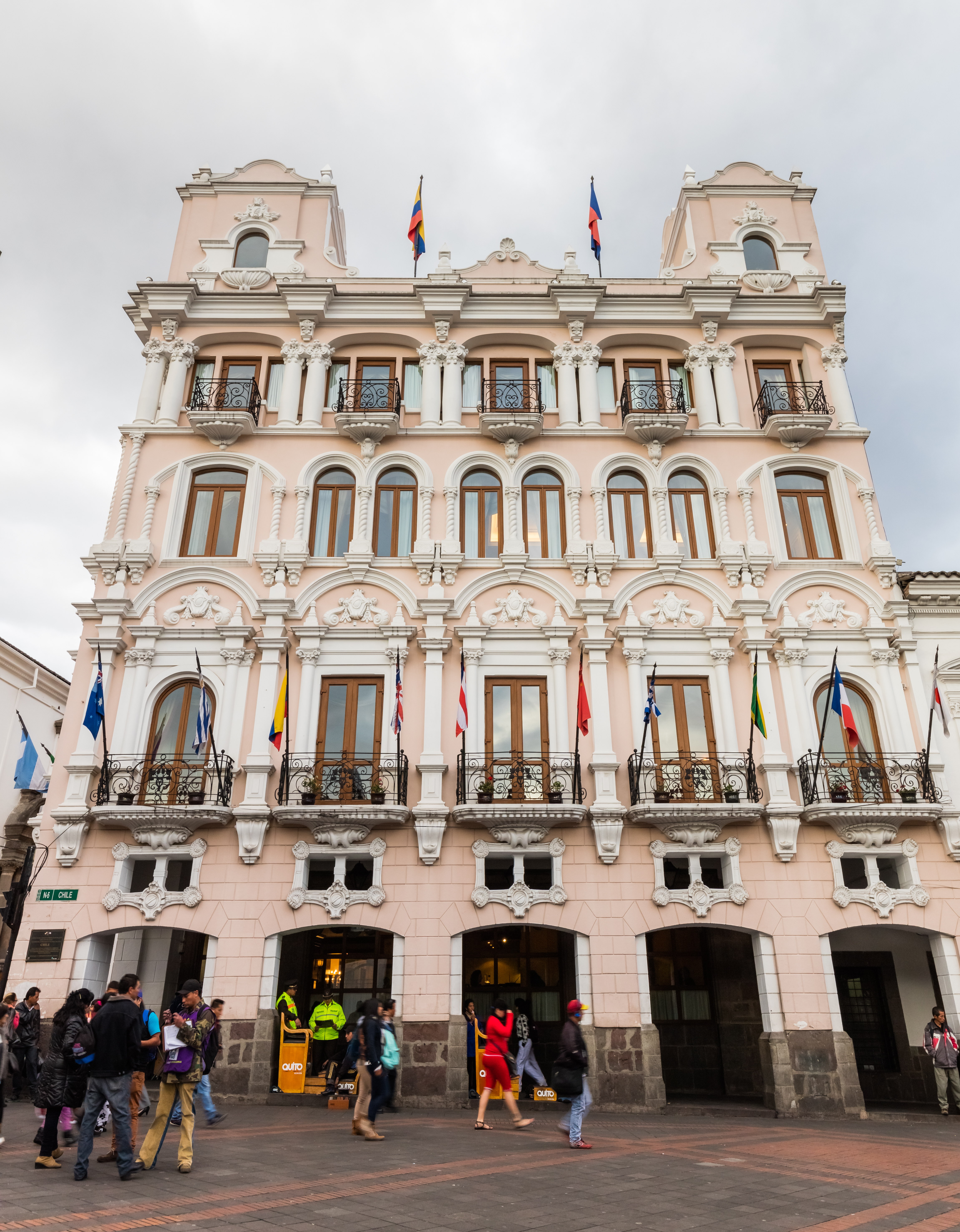
Palacio de Pizarro.
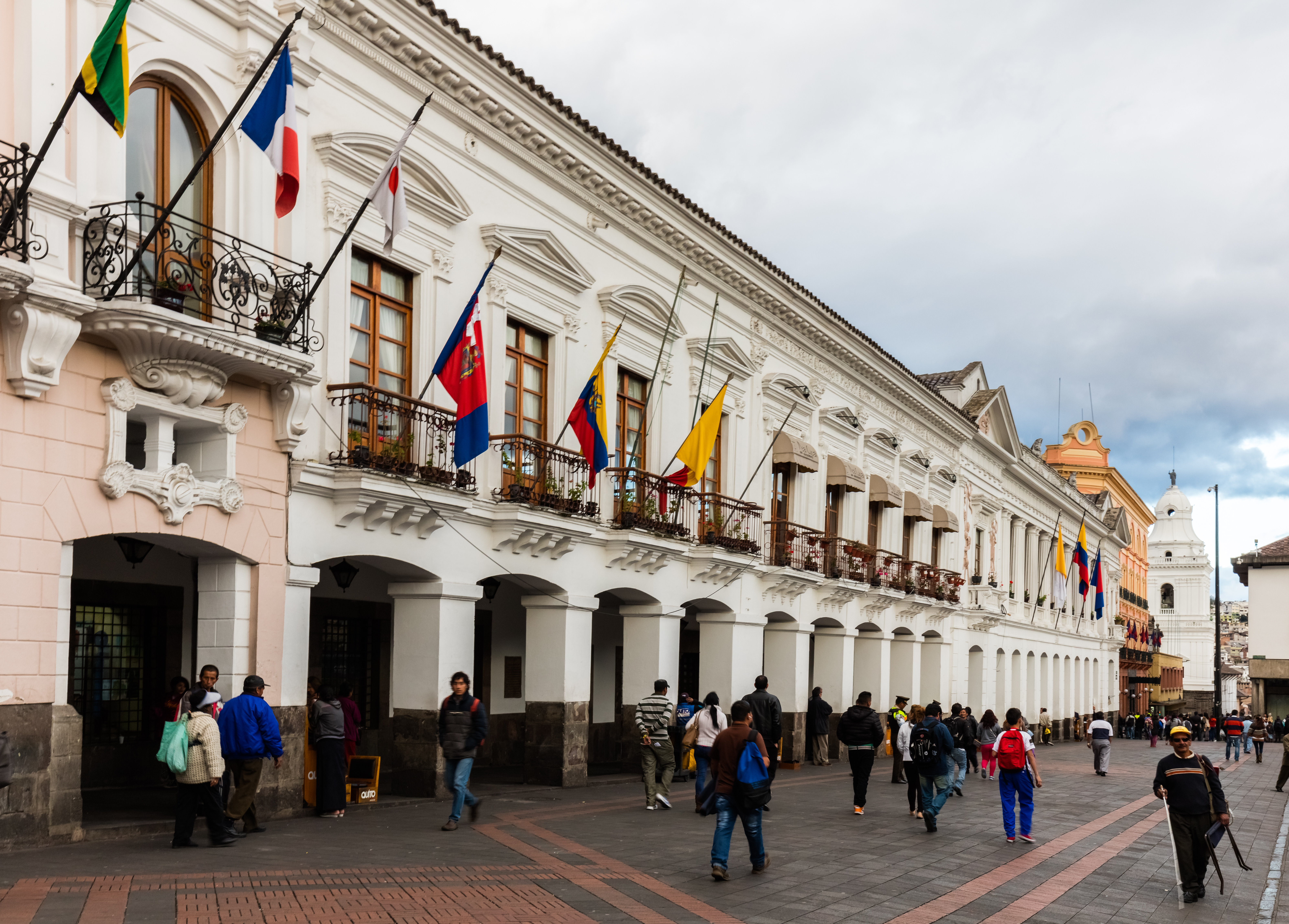
Palacio arzobispal.